# 談文湖鐵道砌石邊坡
談文湖鐵道砌石邊坡是一個位在苗栗造橋談文車站與大山車站之間的舊鐵路路基結構體，現為鄉道苗9線的一段邊坡。

## 概要
談文湖鐵道砌石邊坡約完成於1911年前後臺灣海岸線鐵道興建工事進行時。其建築方法為方石斜丁砌石構法，其主要材料包含磚石。
戰後，海岸線變化及鄉道苗9線開通，海岸線鐵道路基改至苗9線北側，該邊坡成為今苗9線邊坡。
現其表面覆有混凝土。

## 周邊
- 山仔坪堤防
- 中港溪出海口沙洲
- 談文車站

## 連結
- 苗栗縣政府文化觀光局 談文湖鐵道砌石邊坡範圍圖 （页面存档备份，存于）